# Poison (ban nhạc Mỹ)
Poison là một ban nhạc rock Mỹ đã đạt được thành công thương mại lớn vào giữa những năm 1980 đến giữa những năm 1990. Poison đã bán được hơn 45 triệu bản trên toàn thế giới và đã bán được 15 triệu bản chỉ tại riêng nước Mỹ. Ban nhạc cũng đã có mười đĩa đơn được xếp hạng trên Top 40 của Billboard Hot 100, bao gồm sáu đĩa đơn Top 10 và Hot 100 số một, "Every Rose Has Its Thorn". Album đầu tay mang tính đột phá của ban nhạc, Look the Cat Dragged In, được phát hành năm 1986 và họ đã đạt đến đỉnh điểm với album thứ hai, Open Up và Say... Ahh !, đã trở thành album thành công nhất của ban nhạc, được chứng nhận bạch kim 5x ở Mỹ. Sự nổi tiếng tiếp tục trong thập kỷ mới với album bán hàng đa bạch kim liên tiếp thứ ba của họ, Flesh & Blood.
Trong những năm 1990 sau khi phát hành album live đầu tiên của ban nhạc, Swallow This Live, ban nhạc đã trải qua một số thay đổi và sự sụp đổ của kim loại pop với phong trào grunge. Nhưng mặc dù sự sụt giảm phổ biến album phòng thu thứ tư của ban nhạc, Native Tongue, vẫn đạt được chứng nhận album vàng và album tổng hợp đầu tiên của ban nhạc, Poison's Greatest Hits: 1986-1996, đã được chứng nhận album 2x bạch kim.

## Discography
Studio albums
- Look What the Cat Dragged In (1986)
- Open Up and Say... Ahh! (1988)
- Flesh & Blood (1990)
- Native Tongue (1993)
- Crack a Smile... and More! (2000)
- Hollyweird (2002)
- Poison'd! (2007)

## Các chuyến lưu diễn
- Look What the Cat Dragged In Tour '86-'87 (w/ Ratt, Cinderella, Loudness)
- Open Up And Say Ahh! Tour '88-'89 (w/ David Lee Roth)
- Open Up And Say Ahh! Tour '89-90 (w/ (Tesla,Britny Fox,Lita Ford, Bulletboys)
- Flesh & Blood World Tour '90-'91 (w/ Warrant, Don Dokken, Alice In Chains, Bullet Boys, Slaughter)
- Native Tongue World Tour '93-'94 (w/ Damn Yankees, Firehouse, Wild Boyz)
- Greatest Hits World Tour 1999 (reunion) (w/ Ratt, Great White, LA Guns)
- Power To The People Tour 2000 (w/ Cinderella, Dokken, Slaughter)
- Glam, Slam, Metal Jam Tour 2001 (w/ Warrant, Quiet Riot, Enuff Z'Nuff)
- Hollyweird World Tour 2002 (w/ Cinderella, Winger, Faster Pussycat)
- Harder, Louder, Faster 2003 (w/ Vince Neil, Skid Row)
- Rock the Nation World Tour 2004 (w/ Kiss, ZO2)
- 20 Years Of Rock World Tour 2006 (w/ Cinderella, Endeverafter)
- POISON'D Summer Tour 2007 (w/ Ratt, Vains Of Jenna)
- Live, Raw & Uncut Summer Tour 2008 (w/ Dokken, Sebastian Bach)
- 2009 Summer Tour (w/ Def Leppard / Cheap Trick)
- Glam-A-Geddon 25 Tour 2011 (w/ Mötley Crüe, New York Dolls)
- Rock Of Ages 2012 (w/ Def Leppard, Lita Ford)
- 2017 30th Anniversary North American Tour (w/ Def Leppard, Tesla)
- 2018 Nothing But A Good Time Tour (w/ Cheap Trick, Pop Evil)